# Joseph Depestre

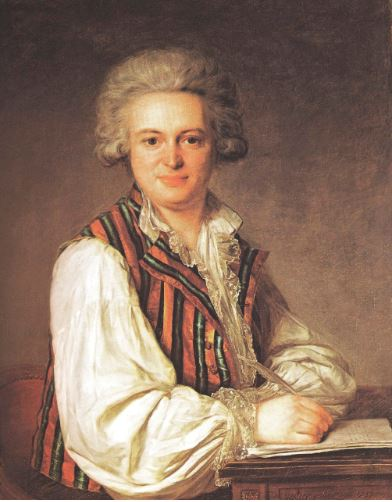
Portret van Depestre door Vestier (1787)

Joseph François Xavier Depestre (Brussel, 1757 – Seneffe, 1823) was een Zuid-Nederlands edelman en financier. Hij was graaf van Seneffe en Turnhout en baron van La Ferté-Bréviande.

## Leven
Als derde van zeven en oudste zoon volgde Joseph Depestre op 16-jarige leeftijd zijn overleden vader Julien op als graaf van Seneffe en Turnhout. Zijn vader was als een meteoor opgeklommen in de Frans-Belgische haute finance. Joseph was van kindsbeen af vertrouwd met Frankrijk en verkoos vanaf 1778 een leven in Parijs. Hoewel hij dus niet al te veel tijd doorbracht op het Kasteel van Seneffe, spaarde hij geen kosten voor de verfraaiing ervan. In overleg met zijn moeder Isabelle Cogels liet hij onder meer het park transformeren in Engels-Chinese stijl en was hij verantwoordelijk voor de bouw van het parktheater door architect Charles De Wailly (1779) en de orangerie door Louis Montoyer (1782). 
In Parijs ontpopte Depestre zich tot een succesvol beursspeculant, die weldra bankier werd en geld leende aan de Franse staat. Nog meer dan zijn vader investeerde hij in de plantage- en slaveneconomie. In Brussel associeerde hij zich daarvoor met financiers zoals Frederik Romberg. Hij was er ook lid van de vrijmetselaarsloge L'Heureuse Rencontre. Depestre hield van grote sier en toonde interesse voor literatuur, muziek, mechaniek en schilderkunst. Door de Franse Revolutie ging zijn krediet aan het wankelen. In 1791 vluchtte hij voor het faillissement en de guillotine naar Bazel en dan Firenze, waar hij tot 1796 verbleef. Zijn aanzienlijke collectie schilderijen werd in beslag genomen en Seneffe werd in 1798 verkocht als nationaal goed. Het bleef in de familie dankzij zijn broer Jean-Baptiste. In 1800 keerde Joseph Depestre terug naar Parijs. Hij slaagde erin een deel van zijn fortuin te recupereren, en na de dood van zijn broer in 1802 bekwam hij van zijn schoonzus dat hij in zijn geliefde Seneffe mocht verblijven. Onmiddellijk liet hij de tuin heraanleggen en begon hij restauraties door te voeren. Hij stierf in 1823. 